# Representações culturais de Ricardo II da Inglaterra

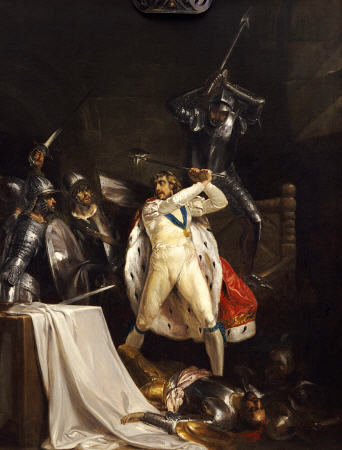
Pintura intitulada "A Morte do Rei Ricardo II", elaborada por Francis Wheatley por volta de 1792-93, encapsula de maneira eloquente o momento decisivo do falecimento do monarca Ricardo II.

Ricardo II da Inglaterra foi retratado na cultura popular muitas vezes.

## Literatura
- Ricardo é o personagem central de Ricardo II, uma peça de William Shakespeare que data de cerca de 1595.
- Ricardo é também o principal antagonista em uma peça anônima e incompleta, frequentemente conhecida como Thomas de Woodstock (peça) ou Ricardo II, Parte 1, cuja composição é datada entre 1591 e 1595.
- Ele é o protagonista da peça Richard of Bordeaux de Gordon Daviot.
- Ricardo aparece no romance The New June de Henry Newbolt, junto com Henrique IV e William Langland.[1]
- Ele é um personagem do romance The Named, de Marianne Curley .
- Ele é um dos personagens principais de The Crucible Trilogy de Sara Douglass.
- Ele é um dos personagens principais de The Gentle Falcon, de Hilda Lewis.
- Ele é um personagem importante em Das Lächeln der Fortuna, da escritora alemã Rebecca Gablé.
- Ricardo é o personagem principal de Within The Hollow Crown, de Margaret Campbell Barnes.[2]
- Ricardo aparece com sua mulher Anne da Bohemia e seu amigo Robert de Vere na peça de Anthony Minghella Duas Tábuas e uma Paixão.

## Televisão
Ricardo foi retratado muitas vezes na televisão, principalmente em versões da peça de Shakespeare. Neste contexto, ele foi interpretado por:
- Alan Wheatley em uma versão da BBC, The Tragedy of King Richard II (1950)
- Maurice Evans em uma versão americana, Richard II (1954)
- David William na série da BBC An Age of Kings (1960), que continha todas as peças de história de Ricardo II a Ricardo III
- Ric Hutton em uma versão para a TV australiana de Richard II (1960)
- Hannes Messemer em uma versão da Alemanha Ocidental, König Richard II (1968)
- Ian McKellen em outra versão da BBC, The Tragedy of King Richard II (1970)
- Tamás Jordán em uma versão húngara, II. Richárd (1976)
- Derek Jacobi na versão de Shakespeare da BBC, King Richard the Second (1978)
- Michael Pennington na série da BBC The Wars of the Roses (1989), que incluiu todas as peças da história de Shakespeare interpretadas pela Shakespeare Company inglesa
- Aleksandr Romantsov em uma versão russa, Richard Vtoroi (1992)
- Fiona Shaw em um filme para a TV britânica, Richard II (1997)
- Michael Maertens em outra versão alemã, Richard II (2001)
- Mark Rylance em outro filme da BBC, Richard II (2003), transmitido ao vivo do Globe Theatre em Londres
- Ben Whishaw em Richard II (2012) como parte de The Hollow Crown da BBC, uma série de quatro peças da história de Shakespeare que também inclui Henrique IV parte 1, Henrique IV parte 2 e Henrique V.

Ricardo também foi interpretado na televisão por:
- Andrew Osborn em uma adaptação para a BBC de Richard de Bordeaux (1938)
- Peter Cushing em outra adaptação da BBC de Richard de Bordeaux (1955)
- Roger Allam em um filme da BBC, Henry IV (1995), uma versão de Henry IV de Shakespeare, Parte 1

## Vídeo
- Ricardo foi interpretado por Mattie Osian em uma adaptação cinematográfica direta para o vídeo de Richard the Second, de Shakespeare (2001).
- David Birney o interpretou em um vídeo americano Richard II (1982), que pretendia simular uma encenação elisabetana da peça.